# Pseudochromis chrysospilus
Pseudochromis chrysospilus, thường được gọi là cá đạm bì đốm vàng, là một loài cá biển thuộc chi Pseudochromis trong họ Cá đạm bì. Loài này được mô tả lần đầu tiên vào năm 2011. Trong tiếng Hy Lạp, chrysos nghĩa là "vàng" và spilos nghĩa là "đốm", ám chỉ những đốm vàng đặc thù trên cơ thể của loài này.

## Phân bố và môi trường sống
P. chrysospilus phân bố ở phía tây Ấn Độ Dương, là loài đặc hữu của quần đảo Socotra. P. chrysospilus thường sống xung quanh những khu vực có nhiều rạn san hô hoặc những mỏm đá ngầm ở bờ biển phía tây nam của Socotra, ở độ sâu khoảng 3 – 11 m.

## Mô tả
P. chrysospilus trưởng thành dài khoảng 5 – 6 cm. Đầu và thân của P. chrysospilus có màu vàng nâu hoặc nâu cam, sậm hơn ở lưng và có màu xanh tím ở khu vực xung quanh vây hậu môn. Vây lưng, lưng, đầu và mang có nhiều chấm xanh; phần thân sau có các vảy với những chấm màu vàng.
Số gai ở vây lưng: 3; Số vây tia mềm ở vây lưng: 28 - 31; Số gai ở vây hậu môn: 3; Số vây tia mềm ở vây hậu môn: 18 - 19; Số vây tia mềm ở vây ngực: 17 - 19.
Thức ăn của P. chrysospilus có lẽ là rong tảo và các sinh vật phù du nhỏ. Thường sống đơn độc hoặc thành đôi vào mùa sinh sản.